# Cowie Bay (Lake Rossignol)
Cowie Bay – zatoka (ang. bay) jeziora Lake Rossignol w kanadyjskiej prowincji Nowa Szkocja, w hrabstwie Queens; nazwa urzędowo zatwierdzona 10 września 1953.